# هنري ويليام هوفمان
هنري ويليام هوفمان (بالإنجليزية: Henry William Hoffman)‏ هو محامي وقاضي وسياسي أمريكي، ولد في 10 نوفمبر 1825 في كمبرلاند في الولايات المتحدة، وتوفي بنفس المكان في 28 يوليو 1895. انتخب عضو مجلس النواب الأمريكي.